# Goldstone Ground
Het Goldstone Ground was een multifunctioneel stadion in Hove, een stad in Engeland. Het stadion was tot 1997 het thuisstadion van de voetbalclub Brighton & Hove Albion FC.

## Historie
De Goldstone is een grote zwerfkei die in de buurt van Hove ligt. Zowel het gebied (Goldstone Bottom) als het stadion zijn vernoemd naar deze steen.
De geschiedenis van het stadion begint in 1901 wanneer op het terrein van een boerderij, Goldstone Farm, voetbalwedstrijden gespeeld worden door de amateurs van Hove Football Club. De club huurde hiervoor het terrein en plaatste een omheining, kleedkamers en een tribune waar 400 toeschouwers op konden zitten. Op een later moment werd de tribune verbouwd en konden er ongeveer 1800 mensen op. In de beide wereldoorlogen liep het stadion schade op. In de Eerste Wereldoorlog werd het stadion gebruikt als schietbaan en in de Tweede Wereldoorlog door een Duitse bom. In 1958 vonden er grootschalige renovaties plaats. Daardoor konden nog meer mensen in het stadion.
De laatste wedstrijd werd gespeeld op 26 april 1997. Het stadion werd gesloten en in datzelfde jaar afgebroken.

## Interlands
| Voetbalinterlands | Voetbalinterlands | Voetbalinterlands       | Voetbalinterlands | Voetbalinterlands | Voetbalinterlands |
| №                 | Datum             | Wedstrijd               | Uitslag           | Competitie        | Toeschouwers      |
| ----------------- | ----------------- | ----------------------- | ----------------- | ----------------- | ----------------- |
| 1                 | 16 april 1910     | Engeland – Frankrijk    | 10–1              | vriendschappelijk | 3.500             |
| 2                 | 26 juli 1948      | Luxemburg – Afghanistan | 6–0               | Olympische Spelen | 5.000             |